# Singhalese Sports Club
Der Singhalese Sports Club (oft nach moderner Schreibweise auch Sinhalese Sports Club) ist eine Cricketmannschaft in Colombo. Der Club wurde 1899 gegründet und hat seit 1988/89 First-Class-Status. Bisher hat der Verein als Rekordsieger 32-Mal den wichtigsten First-Class-Wettbewerb in Sri Lanka, die Premier Trophy, gewonnen.

## Geschichte

### Die Anfänge
Der Club wurde 1899 vorwiegend von zurückkehrenden Studenten aus England als Cricketclub gegründet und aufgebaut. Zunächst hatten sie ihre Heimstätte in einem öffentlichen Park. Mit der Gründung der Daily News Trophy, die heute als Premier Trophy bekannt ist, im Jahr 1938 konnte der Club das nationale Cricket dominieren. Von den ersten elf Austragungen bis 1950 konnten sie acht gewinnen.
Nach der Unabhängigkeit Sri Lankas, sorgte der Clubpräsident und gleichzeitig Premierminister des Landes D. S. Senanayake dafür, dass der Club ein ausgedientes Flugfeld zur Verfügung gestellt bekam. Diese Spielstätte ist heute bekannt als Sinhalese Sports Club Ground und befindet sich in direkter Nachbarschaft zum Colombo Cricket Club Ground und dem Nondescripts Cricket Club Ground. Eröffnet wurde es 1953 vom nächsten Clubpräsident, Premierminister D. S. Senanayake. Weiterhin gelang es Sri Lanka regelmäßig Meisterschaften zu erringen und sich so in der Spitze zu halten.

### Zentrum des sri-lankischen Crickets
In den 1980er Jahren war der sri-lankische Präsident J. R. Jayewardene auch Clubpräsident und sorgte dafür, dass das Stadion des Clubs für internationales Cricket nutzbar wurde und somit heute zur wichtigsten Adresse für internationale Begegnungen in Sri Lanka sich ausbildete. Gleichzeitig wurde das Stadion Heimstätte des sri-lankischen Verbandes, Sri Lanka Cricket. In der Folge hatte der Club gute Spieler im Überfluss und so verließen viele Spieler, die es nicht in die erste Mannschaft schafften, den Verein um sich anderen Mannschaften anzuschließen. Mit dem Übergang in die First-Class-Ära des Landes ab der Saison 1988/89 war der Club wieder die dominierende Kraft im nationalen Cricket. So gewannen sie auch die ersten drei Austragungen des neu gegründeten List-A-Wettbewerbes Premier Limited Overs Tournament.
Ab Ende der 1990er Jahre nahmen die Gewinne der Meisterschaft ab und so war der letzte Gewinn der Premier Trophy in der Saison 2016/17, konnte jedoch 2017/18 das Premier Limited Overs Tournament gewinnen.

## Erfolge

### First-Class Cricket
Gewinn der Premier Trophy: 1938/39, 1939/40, 1943/44, 1944/45, 1946/47, 1947/48, 1948/49, 1949/50, 1951/52, 1958/59, 1959/60, 1961/62, 1966/67, 1968/69, 1971/72, 1972/73, 1973/74, 1974/75, 1977/78, 1983/84, 1985/86 (geteilt), 1986/87, 1988/89 (geteilt), 1989/90, 1990/91, 1992/93, 1994/95 (geteilt), 1997/98, 2005/06, 2007/08, 2012/13, 2016/17

### List-A Cricket
Gewinn des Premier Limited Overs Tournaments: 1988/89, 1989/90, 1990/91, 2000/01, 2007/08, 2010/11 (geteilt), 2013/14, 2017/18